# Pézilla-la-Rivière
Pézilla-la-Rivière (în catalană Pesillà de la Ribera) este o comună în departamentul Pyrénées-Orientales din sudul Franței. În 2009 avea o populație de 3.145 de locuitori.

## Evoluția populației
| An        | 1975  | 1982  | 1990  | 1999  | 2006  | 2009  |
| --------- | ----- | ----- | ----- | ----- | ----- | ----- |
| Populație | 2.058 | 2.200 | 2.349 | 2.754 | 3.052 | 3.145 |